# VII secolo
Il VII secolo (settimo secolo) è il secolo che inizia nell'anno 601 e termina nell'anno 700 incluso.

## Avvenimenti
Nasce l'islam
- Nella prima metà del secolo, è imperatore d'Oriente Eraclio.
- Gli Avari assediano Costantinopoli (626).
- In Vicino Oriente, nasce l'islam.
- Costantino IV, imperatore di Bisanzio, sconfigge gli Arabi per mare con l'uso del fuoco greco (673-677).
- Nascono i primi ordini di monaci amanuensi.
- Nell'Impero bizantino nascono le prime divisioni amministrative chiamate thema.
- Rotari, con un editto, codifica, per i suoi Longobardi, leggi e usanze fin lì trasmesse oralmente.

## Personaggi significativi
- Recaredo, primo re visigoto cattolico.
- Agostino di Canterbury, evangelizzatore delle genti anglosassoni.
- Papa Gregorio Magno, romano pontefice dal 590 al 604.
- Agilulfo, re longobardo, avvia il proprio popolo alla conversione al cattolicesimo.
- Maometto fondatore dell'islam (La Mecca, ca. 570 - Medina, 632).
- Clotario II, rimasto nel 614 l'unico re dei Franchi, concede grandi autonomie ai regni di Neustria, Borgogna e Austrasia, dando avvio alla reggenza dei maggiordomi di palazzo.
- Foca, imperatore bizantino prima dell'avvento della dinastia eracliana.
- Paoluccio Anafesto, primo doge di Venezia (dal 697 al 717).

## Invenzioni, scoperte, innovazioni
- Gli Arabi diffondono la propria cultura di analisi degli astri e gli studi sull'analisi del tempo sia con tecniche astronomiche che con tecniche meccaniche. Vedi museo della scienza e della tecnica di Istanbul.
- In Persia compaiono i mulini a vento.
- Scuola di arte, letteratura e scienze presso le abbazie
- Introdotta in Spagna la penna d'oca come strumento di scrittura.